# Ultimul avanpost (Star Trek: Generația următoare)
"Ultimul avanpost" (The Last Outpost) este al cincilea episod din serialul științifico-fantastic Star Trek: Generația următoare. Scenariul este scris de Herbert Wright; regizor este Richard Colla.

## Prezentare
O forță necunoscută imobilizează nava Enterprise în timpul primei întâlniri a Federației cu o nouă amenințare extraterestră — rasa Ferengi.

## Povestea
USS Enterprise urmărește o navă Ferengi care a furat un convertor de energie T-9 dintr-un avanpost robotizat al Federației. Deși despre existența rasei Ferengi se știa în Federație, aceasta este prima întâlnire. Echipajul de pe Enterprise realizează că Ferengii par să aibă un nivel de tehnologie similar cu al Federației. În timp ce trec în viteză prin sistemul lui Gamma Tauri IV, ambele nave suferă  pierderi de energie care le fac să se oprească. Deși, inițial, echipajele navelor cred că scurgerea de energie este cauzată de cealaltă navă, căpitanul Picard își dă seama că Ferengii sunt la fel de confuzi ca și ei, așa că ordonă echipajului să investigheze Gamma Tauri IV. Data raportează  că planeta pare să fi fost o dată un avanpost îndepărtat al „Imperiului Tkon”, care a dispărut cu 600.000 ani în urmă. Picard ia legătura cu Ferengii și ajung la un acord în ceea ce privește explorarea reciprocă a planetei pentru a încerca să găsească sursa care provoacă pierderea de energie, care a început acum să afecteze sistemele de susținere a vieții de pe ambele nave. 

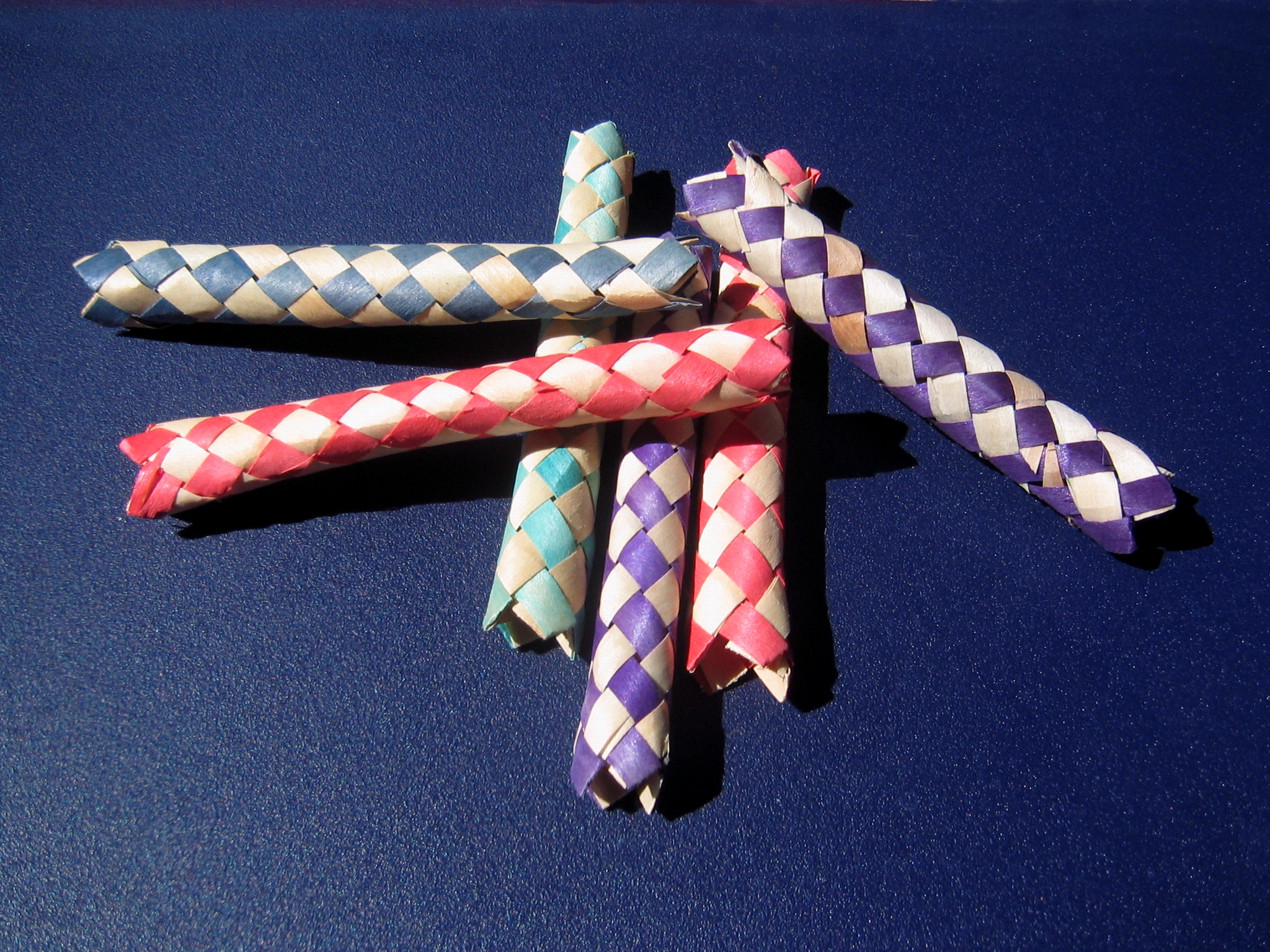
Capcane chinezești pentru degete

Pe planeta pustie, echipa trimisă de Enterprise este momentan separată datorită efectelor câmpului energetic al planetei asupra teleportatorului, dar după regrupare, ei sunt atacați și legați de către Ferengi, deoarece cred că echipajul de pe Enterprise a planificat o ambuscadă împotriva lor. Echipa Federației reușește să se elibereze și începe un schimb de focuri cu Ferengii. Dar fasciculul de energie din fazerele Federației și energia emisă de bicele Ferengilor sunt absorbite de un copac cristalin din apropiere. Data cercetează copacul, bănuind că are legătură cu câmpul de energie care afectează navele, dar trezește brusc o entitate care le apare ca un humanoid și se autointitulează Gardianul 63, „un gardian al Imperiului Tkon”. Gardianul 63 le întreabă pe cele două grupuri dacă doresc să intre în Imperiul Tkon și nu înțelege atunci când i se spune că Imperiul Tkon a dispărut de multă vreme. Pe ascuns Ferengii încearcă să-l convingă pe Gardianul 63 că Federația este o forță ostilă care trebuie eliminată, dar comandorul Riker îi aude. Gardianul 63 pășește înainte, pregătit să-l atace Riker cu un fel de sabie, dar după ce îl provoacă pe Riker spunându-i că specia sa este barbară, acesta îi citează din Sun Tzu, „Frica este dușmanul adevărat, singurul inamic”. Gardianul 63 acceptă acest lucru, nemaiatacându-l pe Riker, mulțumit de faptul că Federația este o rasă civilizată și permițând navei Enterprise să plece mai departe. Gardianul 63 îi oferă lui Riker posibilitatea de a distruge nava Ferengi, dar Riker refuză pe motiv că Ferengii nu ar învăța nimic din această acțiune. Echipele se teleportează înapoi pe navele lor cărora între timp le-a revenit energia. Ferengii înapoiază Federației convertorul de energie furat. Pentru a le mulțumi într-un mod ironic, Riker sugerează să li se ofere Ferengilor o cutie cu capcane chinezești pentru degete, o jucărie de care Data era fascinat și în care își blocase degetele într-o misiune anterioară.